# ببغاء كستنائي الجبهة
ببغاء كستنائي الجبهة (الاسم العلمي: Rhynchopsitta terrisi) ببغاء كبير شبيه بالمكاو من فصيلة البستاكيداي، لونه أخضر غامق، لون كتفيه أحمر غامق وجبهته كستنائية اللون، متوطن في المكسيك.